# アルベマール (ノースカロライナ州)
アルベマール（英: Albemarle、[ˈælbəˌmɑːrl]）は、アメリカ合衆国ノースカロライナ州スタンリー郡の都市であり、同郡の郡庁所在地である。2010年国勢調査での人口は15,903人だった。市政府は1人の市長と7人の委員による市政委員会が担当している。

## 歴史

### 市名の由来
アルベマールという名称はイングランドの由緒ある姓のアルベマールであり、フランスではノルマンディーにあるオマールの町の中世ラテン語読みがアルバマリアだった。俗ラテン語の「alba」は「白」、「margila」は「泥灰石」を意味する。その語源はケルト語の2つの単語で完全に説明がつく。「alba」は「白」であり、後に「天国」（例えばアルビオン、ブリテン島の古名）であり、ラテン語の「alba」はその「デッキ名」となる。「margila」はケルト語の「marga」から来ている。ラテン語の「albamargila」はケルト語で「白い泥灰石」を意味する「glisomarga」の直訳である。

### 古代と植民地時代
現在のアルベマールがある地域は元々狩猟採集を行い、マウンドを建設していた小さな種族が住んでいたのであり、彼らの人工物や集落跡は1万年近い前のものとされている。ヨーロッパ人による大規模な開拓地が出来たのが18世紀半ばであり、それには2つの波があった。1つはオランダ人、スコットランド系アイルランド人、ドイツ人の移民であり、ペンシルベニアやニュージャージーから、宗教や政治上の寛容さを求めて移って来た。もう1つはイングランド人の子孫であり、バージニアやノースカロライナ東部ケープフェア川の流域から移って来ていた。
イングランドによる植民地の初期、アルベマール地域は政治的にニューハノバー地区に属しており、その中から1734年にブレイデン地区が作られた。それがブレイデン郡と改名され、1750年にはアンソン郡が分離設立され、さらにその中から1779年にモンゴメリー郡が生まれた。

### スタンリー郡とアルベマールの設立

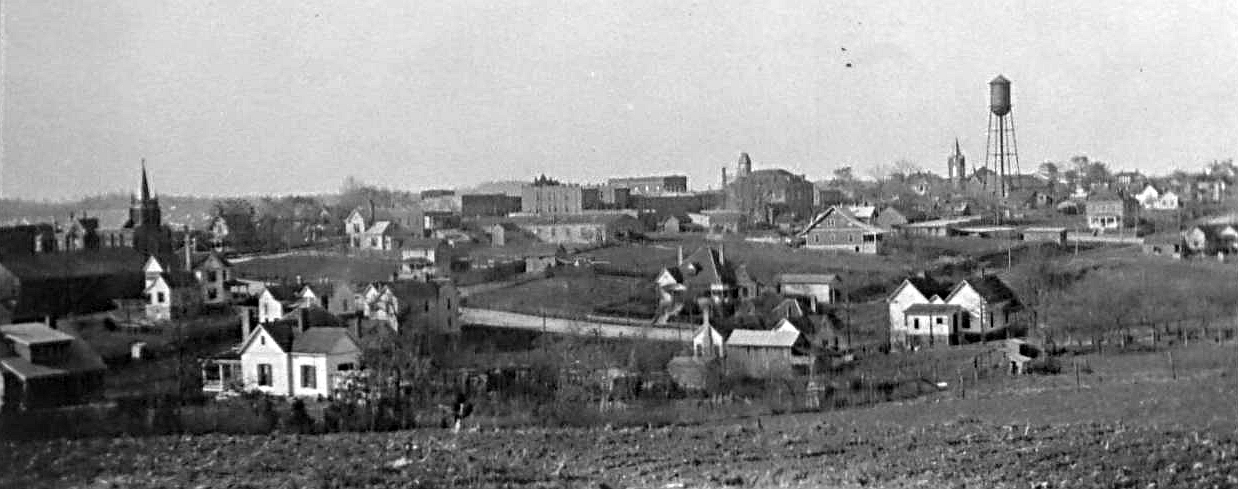
1915年頃のアルベマール

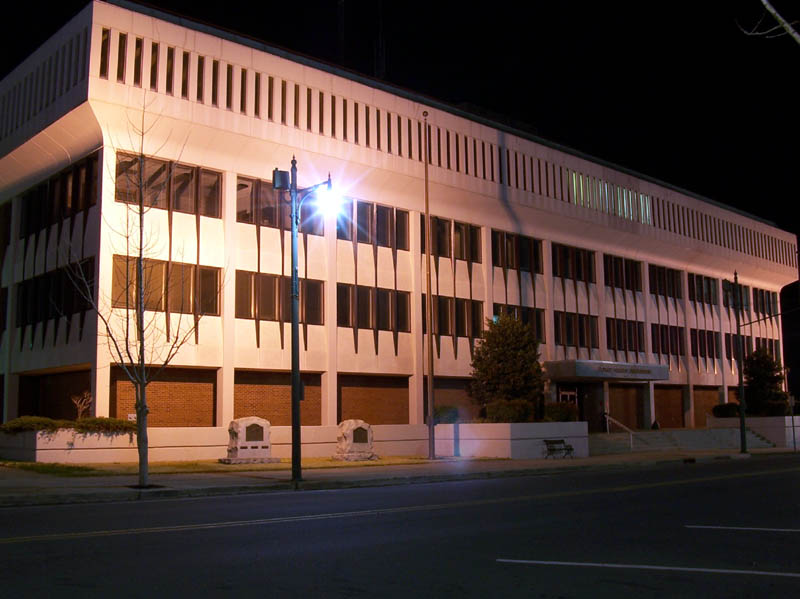
スタンリー郡庁舎

アルベマール地域最初の郵便局は1826年に造られた。当時はスミスの店と呼ばれていた。ファイエットビルからソールズベリーを繋ぐオールド・ターンパイク道路と、シャーロットとローリーを繋ぐオールド・ステージ道路の交差点が近くにあり、地域の商業と交易の重要な中心として出現した。この地域は1841年までモンゴメリー郡に入っていたが、ヤドキン川とピーディー川より西の人口が増えつつあった地域の著名な住人が、郡の分割を何年間か働きかけた後で、ノースカロライナ州議会に独立した郡としてのスタンリー郡設立を請願し、成功した。
新郡が結成されてから間もなく、その郡政委員会が、郡初代保安官であるイーベン・ハーンの家から8マイル（13km）以内に恒久的な郡庁所在地を決める任務を与えられ、新しい町の区割りを行い、そこに郡庁舎を建てるべきこととされた。ネーマイア・ハーンの相続人が、オールド・ターンパイク道路とオールド・ステージ道路の交差点近くに、新しい郡庁舎を建設するためにそのプランテーションから51エーカー（210,000m2）の土地を寄付した。郡政委員会が町の境界を設定し、ハーンが寄付した土地の中で通り配置を決め、区画を測量し、その位置を明確にした。最初の区画販売によって公共の建物の建設費ができ、郡の選挙で選ばれた役人の給与の幾らかも払えた。郡庁舎は1842年に建設され、50年間使われた。アルベマール市は1857年に公式に法人化された。この町はノースカロライナで初めて作られたアルベマール郡にちなんで名付けられた。その郡はアルベマール公ジョージ・マンクにちなんでおり、マンクはイングランド王チャールズ2世から1663年にカロライナ植民地を与えられた領主の一人だった。

### 経済史
アルベマール地域の初期経済成長は農業（主要産品としては綿花）が主であり、地域内の商取引があり、近くのユーワリー山地では短期間だがゴールドラッシュがあった。これら全てが繊維製造業に置き換えられた。エファード製造会社（後にアメリカン・アンド・エファード・ミルズ）が1896年にアルベマールで最初の工場を開設し、それから間もなくウィスカセット・ミル社、キャノン・ミル社、リリアン・ニッティング・ミルなどが続いた。1899年、ウィスカセット・ミル社がアルベマールでは初の銀行であるカバーラス信託銀行を設立した。1910年までに、市内での送電計画が進行していた。
1891年、ヤドキン鉄道がソールズベリーからアルベマールへの鉄道運行を始めた。1911年、ウィンストン・セイラム・サウスバウンド鉄道がアルベマールを通る自社線を建設し、繊維ブームを推進して、ヤドキン鉄道を陳腐化に追い込むことになった。この鉄道は現在もアルベマールを通る貨物輸送を続けているが、1933年から旅客列車の運行はなくなった。この鉄道のオールド・マーケット通り駅が修復され、現在は人気あるファーマーズマーケットの開催場所になっている。ヤドキン鉄道の軌道は剥がされて舗装されたが、アルベマールの南にある1マイル (1.6 km) の区間はロック・クリーク公園のハイキング道となっている。1923年、州がシャーロットまでのノースカロライナ州道24号線/27号線を建設することとなり、アルベマールでは最初の舗装道路となった。1950年、スタンリー郡記念病院がウィスカセット・ミル社の寄付した土地に開院した。

### 歴史の保存

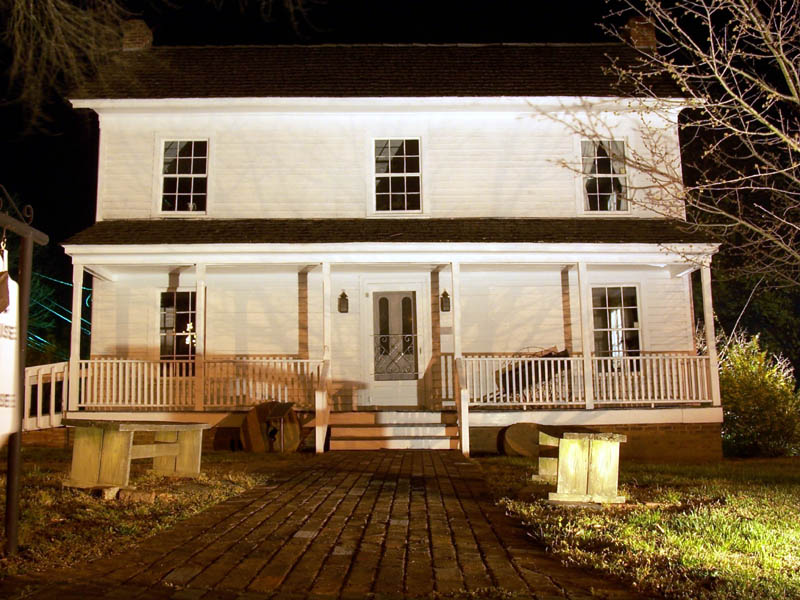
歴史あるスナッグス邸

アルベマールは1993年に歴史保存全米信託から全米メインストリート都市に認定された。中心街では多くの歴史保存やアダプティブユース適応型利用の計画があり、市内の公園や歴史的な場所の多くを繋ぐ緑地道の創設など、完成したものもあれば、進行中のものもある。1820年代に建設されたフリーマン・マークス邸は、アルベマールに現存する最古の家屋である。1908年建設のロマネスク復古調のオペラハウス/スターンズ宝石商ビルや、中心街にある小さな歴史地区3か所と共に、アメリカ合衆国国家歴史登録財に指定されている。その他の重要な歴史資産としては、イサイア・W・"バック"・スナッグス邸がある。3番通りの南北戦争以前の家屋であり、南北戦争のスポットシルバニア・コートハウスの戦いで足を失くしたスタンリー郡保安官が当時所有し、その名前が残された。スタンリー郡博物館は地域の歴史研究と保存に重点を置いている。
アルベマール・グレイデッド・スクール＝セントラル小学校、トマス・マーセラス・デニング邸、アルベマール中心街歴史地区、ファイブポインツ歴史地区、オペラハウス＝スターンズ宝石商ビル、ピーディー・アベニュー歴史地区、2番通り歴史地区、イサイア・ウィルソン・スナッグス邸がアメリカ合衆国国家歴史登録財に指定されている。

## 地理
アメリカ合衆国国勢調査局に拠れば、市域全面積は15.8平方マイル (41 km2)であり、このうち陸地15.7平方マイル (41 km2)、水域は0.1平方マイル (0.26 km2)で水域率は0.44%である。
アルベマール市はアメリカ国道52号線とピードモント地域では合流しているノースカロライナ州道24号線/27号線の交差点を中心にしている。地形はうねりがあり浸食された丘陵、広葉樹林、流れが早く狭く浅い水流があり、ヤドキン川/ピーディー川水系となっている。リトルロング・クリークとタウン・クリークがアルベマール市域を抜ける季節によらない主要河川であり、どちらも南流してロング・クリークとビッグベア・クリークの盆地になる。

### 地質
アルベマールは、カロライナ・スレイト・ベルトのフロイド・チャーチ層の上に乗っている。この層は厚く積層し、軸方向に劈開するメタ泥岩とメタ粘土岩が見られ、間の層にはメタ砂岩、メタ礫岩やメタ火成岩が入っている。地域の古生代変成岩では黒雲母がよく見られる。

## 人口動態
以下は2010年の国勢調査による人口統計データである。
| 基礎データ - 人口: 15,489 人 - 世帯数: 6,291 世帯 - 家族数: 4,158 家族 - 人口密度: 385.6人/km2（999.0 人/mi2） - 住居数: 6,954 軒 - 住居密度: 171.0軒/km2（443.1 軒/mi2） 人種別人口構成 - 白人: 72.85% - アフリカン・アメリカン: 20.50% - ネイティブ・アメリカン: 0.24% - アジア人: 4.16% - 太平洋諸島系: 0.03% - その他の人種: 1.07% - 混血: 1.14% - ヒスパニック・ラテン系: 1.87% | 年齢別人口構成 - 18歳未満: 26.0% - 18-24歳: 8.4% - 25-44歳: 26.9% - 45-64歳: 21.3% - 65歳以上: 17.4% - 年齢の中央値: 37歳 - 性比（女性100人あたり男性の人口） - 総人口: 87.6 - 18歳以上: 82.4 世帯と家族（対世帯数） - 18歳未満の子供がいる: 30.6% - 結婚・同居している夫婦: 47.8% - 未婚・離婚・死別女性が世帯主: 14.4% - 非家族世帯: 33.9% - 単身世帯: 30.4% - 65歳以上の老人1人暮らし: 14.4% - 平均構成人数 - 世帯: 2.42人 - 家族: 3.02人 | 収入と家計 - 収入の中央値 - 世帯: 31,442米ドル - 家族: 41,729米ドル - 性別 - 男性: 31,001米ドル - 女性: 20,589米ドル - 人口1人あたり収入: 17,511米ドル - 貧困線以下 - 対人口: 15.7% - 対家族数: 11.8% - 18歳未満: 21.6% - 65歳以上: 10.8% |

## 公園とレクリエーション
アルベマールの公園とレクリエーション部は1963年に設立された。現在は市域内の5つの公園とサッカー競技場、セラミックス施設を運営。管理している。この組織の下で最新の施設は2003年に開設された面積100エーカー (400,000 m2) の湖がある75エーカー (300,000 m2) の公園、シティ湖である。従来からの施設としては、ロッククリーク公園、チャック・モアヘッド記念公園、ルーズベルト・イングラム記念公園、ドン・モンゴメリー記念公園がある。
モロー山州立公園は市の東にある大きな州立公園である。ヤドキン川に隣接するユーワリー山地の標高が高い地域にあり、多くのレクリエーションを行うことができる。自然史博物館に加え、フランシス・J・クロン博士の19世紀の家屋を改修したものもある。

## 教育

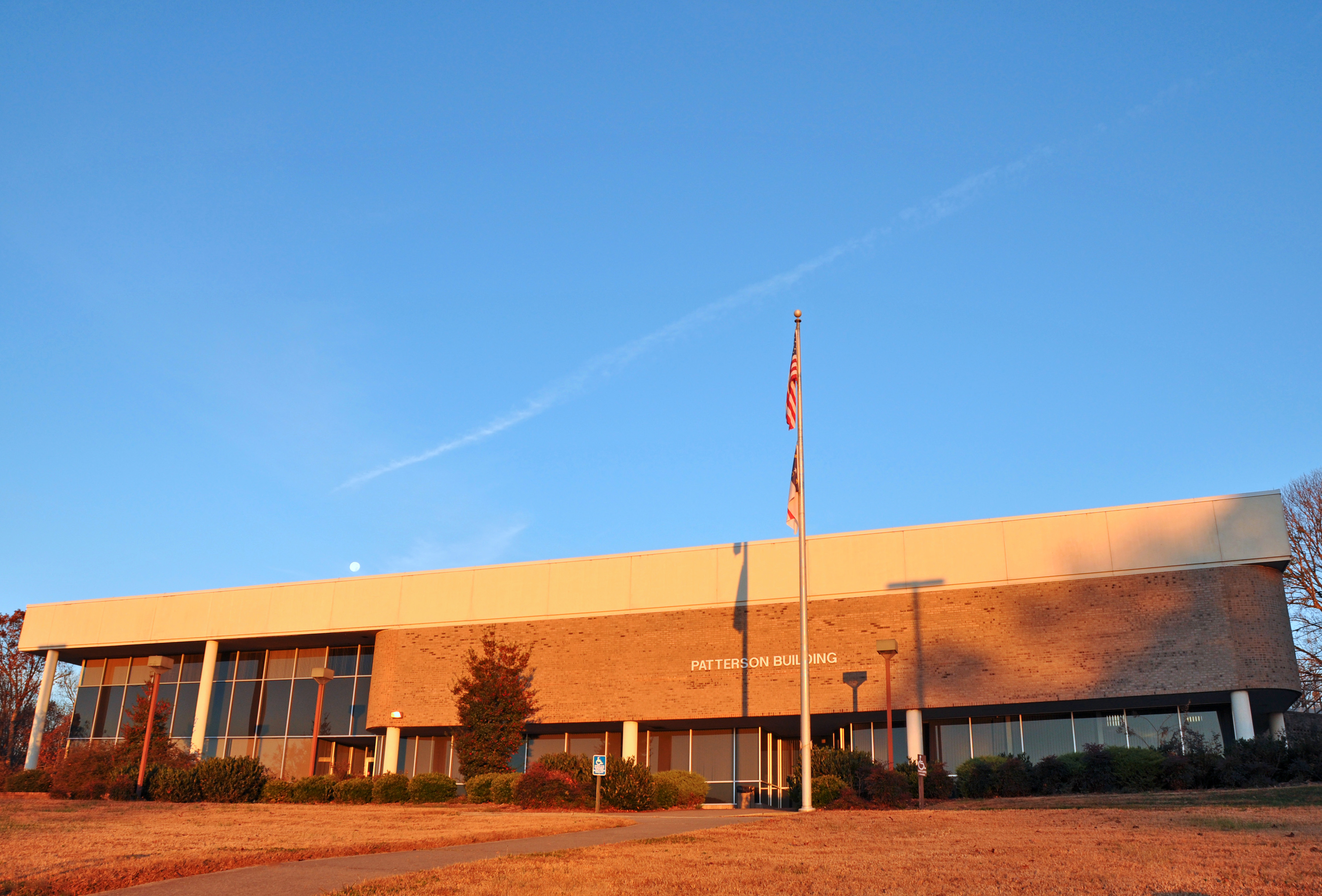
スタンリー・コミュニティカレッジのパターソン・ビル

- アルベマール高校[11]
- スタンリー・コミュニティカレッジ[12]

## メディア
アルベマールとその周辺では「スタンリー・ニューズ・アンド・プレス」が発行されている。1880年に創刊され、現在はコミュニティ・ニューズペーパー・ホールディングス Inc. が所有している。「ウィークリー・ポスト」は地域の行事を重点にする週刊紙である。「シャーロット・オブザーバー」紙の取材と配布の範囲にも入っている。
アルベマールとスタンリー郡にはAMラジオ2局がある。どちらもスタンリー・コミュニケーションズ Inc. が所有している。
テレビはシャーロット・テレビ市場に入っている。さらに地元のケーブルテレビ局がグリーンズボロからの局を運営している。

## 著名な出身者
- ケリー・ピックラー、カントリー歌手、2006年の『アメリカン・アイドル』上位入賞者